# Dereham
Dereham ou East Dereham est une ville et une paroisse civile du Norfolk, en Angleterre. Elle est située à vingt-cinq kilomètres environ à l'ouest de la ville de Norwich, dans le district de Breckland dont elle est le chef-lieu. Au moment du recensement de 2011, elle comptait 18 609 habitants.

## Étymologie
Le nom Dereham, qui est également porté par un village situé plus à l'ouest dans le Norfolk, provient du vieil anglais dēor « cerf » et hām « domaine » ou hamm « enclosure ». Il est attesté dans le Domesday Book sous les formes Derham et Dereham.

## Personnalités
- Todd Cantwell (1998-), footballeur anglais né à Dereham.
- Henri Chopin (1922-2008), artiste et poète est mort le 3 janvier 2008 à Dereham.
- Beth Orton (1970 -), chanteuse née à Dereham.